# Decorah
Decorah és una població dels Estats Units a l'estat d'Iowa. Segons el cens del 2000 tenia 8.172 habitants.

## Demografia
Segons el cens del 2000, Decorah tenia 8.172 habitants, 2.819 habitatges, i 1.561 famílies. La densitat de població era de 492,2 habitants per km².
Dels 2.819 habitatges en un 22,9% hi vivien nens de menys de 18 anys, en un 46,9% hi vivien parelles casades, en un 6,6% dones solteres, i en un 44,6% no eren unitats familiars. En el 37,1% dels habitatges hi vivien persones soles el 18,1% de les quals corresponia a persones de 65 anys o més que vivien soles. El nombre mitjà de persones vivint en cada habitatge era de 2,13 i el nombre mitjà de persones que vivien en cada família era de 2,8.
Per edats la població es repartia de la següent manera: un 15% tenia menys de 18 anys, un 31,4% entre 18 i 24, un 17,8% entre 25 i 44, un 17% de 45 a 60 i un 18,8% 65 anys o més.
L'edat mediana era de 30 anys. Per cada 100 dones de 18 o més anys hi havia 78,5 homes.
La renda mediana per habitatge era de 37.485 $ i la renda mediana per família de 49.668 $. Els homes tenien una renda mediana de 33.362 $ mentre que les dones 22.399 $. La renda per capita de la població era de 16.351 $. Entorn del 2,7% de les famílies i el 8% de la població estaven per davall del llindar de pobresa.

## Poblacions més properes
El següent diagrama mostra les poblacions més properes.